# Dyslokozaur
Dyslokozaur (Dyslocosaurus polyonychius) – czworonożny, roślinożerny dinozaur z grupy zauropodów (Sauropoda), podobny do diplodoka.
Znaczenie jego nazwy – przemieszczony jaszczur.
Żył w epoce późnej jury (ok. 152-145 mln lat temu) na terenach Ameryki Północnej (USA – Wyoming). Długość ciała ok. 17-18 m, wysokość ok. 4,5 m, masa ok. 5-5,5 t.
Jego szczątki "odkryto" w muzeum. Nie potrafiono jednak określić miejsca ich znalezienia. Stąd pochodzi nazwa tego zauropoda.